# ГЕС Перейра-Пассос
ГЕС Перейра-Пассос — гідроелектростанція в Бразилії у штаті Ріо-де-Жанейро. Розташована між ГЕС Фонтес-Нова та Nilo Peçanha (обидві вище за течією) та ГЕС Піракікамба, входить до складу каскаду на річці Гуанду, котра впадає в затоку Атлантичного океану на захід від міста Ріо-де-Жанейро. При цьому більша частина ресурсу для роботи каскаду забезпечується завдяки деривації із розташованого північніше сточища річки Параїба-ду-Сул, яка, відділена від Атлантики прибережним хребтом, тривалий час тече у північно-східному напрямку, минає Ріо-де Жанейро та впадає в океан за 250 км далі на схід від нього.
У межах проекту Гуанду перекрили земляною греблею висотою 55 метрів та довжиною 231 метр. Вона утримує невелике водосховище з корисним об'ємом 4,5 млн м3 та нормальним коливанням рівня поверхні між позначками 82,5 та 86,5 метра НРМ.
Пригреблевий машинний зал обладнали двома турбінами потужністю по 50 МВт, які працюють при напорі у 37,5 метра.